# オーシー
株式会社オーシーは、大分県大分市末広町に本社を置き、大分県内を営業区域とする金融・信販会社である。

## 概要
OCVISAカード・OCMasterカードとキャッシング専用カード「natula」等の発行を行っているほか、地元百貨店トキハとの提携によるトキハカードなども取り扱っている。2017年3月期の売上高（取扱高）は685億円で、大分県内の企業で7位に位置する。
ATMネットワークによるキャッシング提携は、大分県及び隣県の銀行・信用金庫・信用組合（大分県内に本店を置く金融機関については全て提携）や全国のゆうちょ銀行（郵便局）、コンビニATMで、大分県内を中心としている。

## 沿革
- 1950年（昭和25年）12月 - 大分市にて協同組合大分専門店会として創業[7]。
- 1972年（昭和47年）3月 - 大分専門店会の業務を継承し、株式会社だいせんを設立。
- 1973年（昭和48年）10月 - 大分市中央町に本社ビル完成（現オーシー第2ビル）。
- 1980年（昭和55年）11月 - 大分信販株式会社に商号変更。
- 1989年（平成元年）2月 - コーポレートアイデンティティ（CI）を導入。
- 1990年（平成2年）5月 - 株式会社オーシーに商号変更。現在地に新本社ビル完成。

## 子会社
- 株式会社オーシーシステム[8]
- 株式会社オーシートラベル
- 株式会社OCAD